# ISO 3166-2:AE
ISO 3166-2:AE – kody ISO 3166-2 dla podjednostek administracyjnych Zjednoczonych Emiratach Arabskich
Kody ISO 3166-2 to część standardu ISO 3166 publikowanego przez Międzynarodową Organizację Normalizacyjną. Kody te są przypisywane głównym jednostkom podziału administracyjnego, takim jak np. województwa czy stany, każdego kraju posiadającego kod w standardzie ISO 3166-1. 
Aktualnie (2017) dla Zjednoczonych Emiratów Arabskich zdefiniowano kody dla siedmiu emiratów (arab. ‏imarah‎). 
Pierwsza część oznaczenia to kod Zjednoczonych Emiratów Arabskich zgodnie z ISO 3166-1, natomiast druga część oznaczenia znajdująca się po myślniku to dwuliterowy kod jednostki administracyjnej. 

## Kody ISO
| Kod ISO | Nazwa jednostki administracyjnej | Nazwa jednostki administracyjnej w języku arabskim | Nazwa jednostki administracyjnej w języku arabskim (DIN 31635) | Rodzaj jednostki administracyjnej |
| ------- | -------------------------------- | -------------------------------------------------- | -------------------------------------------------------------- | --------------------------------- |
| AE-AZ   | Abu Zabi                         | إمارة أبو ظبي                                      | imārat Abū Ẓabī                                                | emirat                            |
| AE-AJ   | Adżman                           | إمارة عجمانّ                                        | imārat ʿAǧmān                                                  | emirat                            |
| AE-DU   | Dubaj                            | دبي}                                               | imārat Dubayy                                                  | emirat                            |
| AE-FU   | Fudżajra                         | الفجيرة                                            | imārat Fuǧaira                                                 | emirat                            |
| AE-RK   | Ras al-Chajma                    | إمارة رأس الخيمة                                   | imārat Raʾs al-Ḫaima                                           | emirat                            |
| AE-SH   | Szardża                          | الشارقة                                            | imārat aš-Šāriqa                                               | emirat                            |
| AE-UQ   | Umm al-Kajwajn                   | إمارة أمّ القيوين                                   | imārat Umm al-Qaiwain                                          | emirat                            |